# 釧北仮乗降場

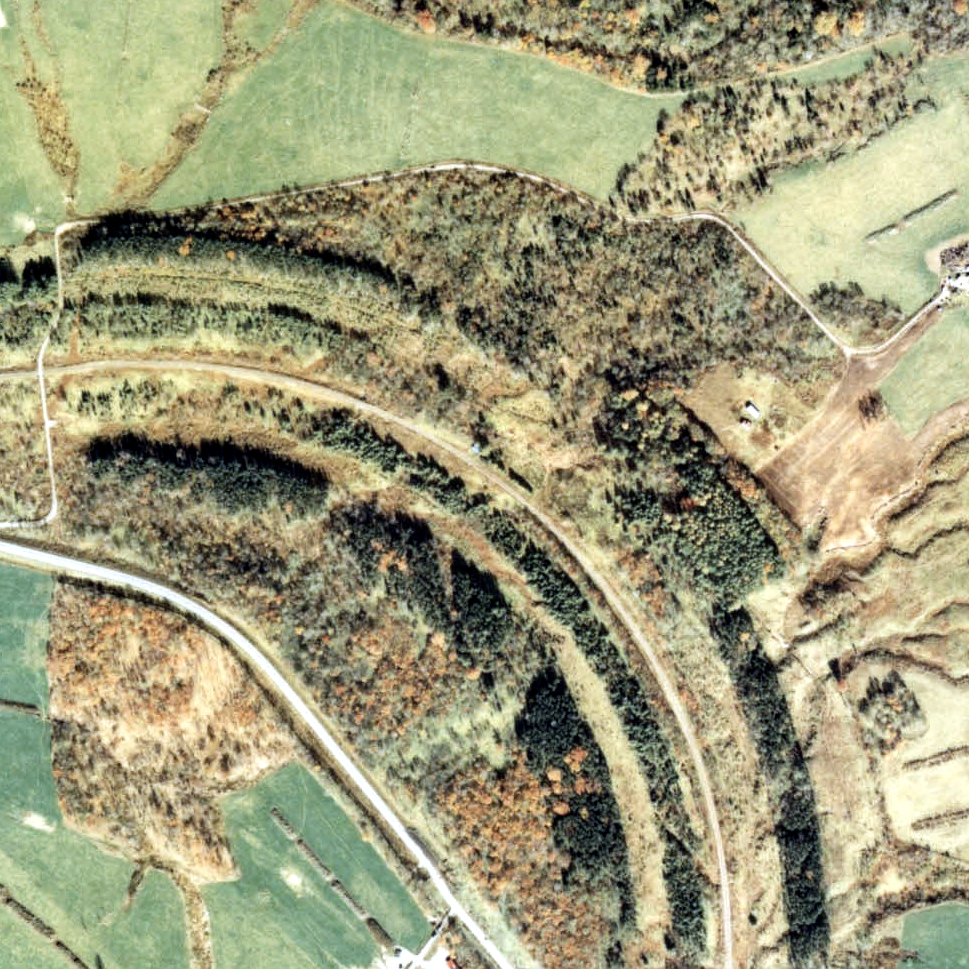
1977年撮影の釧北信号場/仮乗降場跡と周囲約1km範囲。左が置戸方面、下が小利別方面。丁度カーブの中間に信号場が設けられた。カーブの外側にうっすらとレール跡の様に小道が残っているが、この付近は築堤と路盤が広く取られていて複線であった名残がある。またカーブ中央の外側の植林された林の辺りに官舎があった。置戸寄りに青い屋根の保線車庫の建家と引込線が見える。この引込線はその後、左端の踏切近くへ移転した。

釧北仮乗降場（せんぽくかりじょうこうじょう）は、かつて北海道常呂郡置戸町字置戸に存在した、日本国有鉄道網走本線（後の池北線）の仮乗降場である。同所にはそれ以前に釧北信号場が設置されていた。ここでは同信号場についても解説する。

## 概要
大正元年に網走本線（後に池田-北見間が池北線と改称された。）が全通した後、しばらくして釧北峠（現・池北峠）に保線詰め所を兼ねて釧北信号所が開設された。当時は保線用員も含め20名近くの職員が常駐していた。同信号所は信号場となった後、昭和初期に廃止されたが、保線詰め所（線路班）とその官舎が残され、戦後にその家族のための仮乗降場が設置された。この乗降場は他と比べてかなり早い時期に廃止された。

## 歴史
- 1916年（大正5年）11月1日 - 鉄道院網走本線の釧北信号所として開設[2]。
- 1921年（大正10年）8月5日 - 鉄道省網走本線の信号所となる。
- 1922年（大正11年）4月1日 - 信号場となる[2]。
- 1931年（昭和6年）4月7日 - 閉鎖[2]。
- 時期不詳 - 廃止[2][3]。
- 1948年（昭和23年）7月1日 - 保線事務所（線路班）関係者の通勤・通学ために列車の一部を停車[2]。
- 時期不詳 - 日本国有鉄道網走本線の釧北仮乗降場（局設定）が設置[2][4]。
- 1957年（昭和32年）6月1日 - 廃止[2]。

## 構造
- 釧北信号場

単線行き違い形の二線式。乗降用設備なし。構内はほぼ水平のR600のカーブの途中、置戸村（当時）と淕別村（当時）に跨って設置され、信号場本屋は置戸へ向かって右側、カーブの外側の置戸村側にあった。

## 隣の駅
日本国有鉄道
網走本線
小利別駅 - 釧北仮乗降場 - 置戸駅